# Lijst van personages uit The Incredibles
Dit is een lijst van personages uit de Disney en Pixar-film The Incredibles.

## De Incredible Familie

### Mr. Incredible
Robert "Bob" Parr, "Mr. Incredible". Ooit een rolmodel van veel superhelden,maar nu gedwongen met pensioen. Hij beschikt over enorme fysieke kracht, weerstand tegen verwondingen en verhoogde zintuigen. Hij is getrouwd met Helen Parr en ze hebben drie kinderen.
Bob heeft er moeite mee dat hij geen held meer kan zijn, en gaat er dan ook elke woensdagavond op uit om toch stiekem heldendaden te plegen. Wanneer hij een opdracht krijgt om een op hol geslagen robot uit te schakelen, grijpt hij die met beide handen aan. In de loop van de film leert hij echter hoe belangrijk zijn familie voor hem is.

### Elastigirl
Helen Parr, "Elastigirl". Helen Parr is een van de meer complexe superhelden. Ze kan zich zeer ver uitrekken en haar lichaam andere vormen aan laten nemen. Ze geeft veel om haar gezin en raakt dan ook gefrustreerd wanneer haar man probeert zijn oude gloriedagen weer te herleven. Ze is een ervaren leider en pilote.

### Violet
Violet Parr is Mr. Incredible en Elastigirls tienerdochter. Ze wil dolgraag zo zijn als ieder ander. Ze kan onzichtbaar worden en krachtvelden oproepen.
Gedurende de film ontwikkeld haar personage zich van een verlegen persoon naar een meer zelfverzekerd iemand.

### Dash
Dashiell "Dash" Robert Parr is de  middelste 
zoon van Mr. Incredible en Elastigirl. Hij beschikt over supersnelheid en vertoont hyperactief gedrag. Hij kan over water lopen en beschikt over verhoogde reflexen. Hij zou dolgraag aan sport meedoen, maar zijn moeder verbiedt dit uit angst dat Dash zal verraden dat hij superkrachten heeft. Daarom gebruikt Dash zijn snelheid voor practical jokes, vooral met zijn leraar.

### Jack-Jack
Jack-Jack Parr is het jongste kind van de Parrs. Aanvankelijk leek hij de enige zonder superkrachten, maar aan het eind van de film (en in het korte filmpje Jack-Jack Attack) bleek hij de meeste krachten van allemaal te hebben.

## Bondgenoten

### Frozone
Lucius Best, "Frozone", is een oude vriend van de Parr familie. Hij is een superheld met de macht over ijs. Hij lijkt zich beter aan te kunnen passen aan een burgerleven dan Bob, maar gaat nog wel iedere woensdag met hem op pad om heldendaden te verrichten. Hij is getrouwd met een vrouw genaamd “Honey”.

### Honey Best
Honey Best is Frozones vrouw. Ze is een onzichtbaar personage en de kijker krijgt enkel haar stem te horen. Het is niet bekend wanneer Frozone met haar getrouwd is.
Honey is erg veeleisend. Ze wil niet dat haar man heldendaden gaat verrichten totdat superhelden weer legaal zijn. In de film verstopt ze zelfs zijn kostuum en weigert in eerste instantie te vertellen waar het is omdat zij en Lucius die avond een diner hebben gepland.
Honeys naam is een parodie op de bijnaam die veel mannen in het Engels aan hun vrouw geven.

### Edna Mode
Edna "E" Mode is een modeontwerper die gespecialiseerd is in kostuums voor superhelden. Ze heeft uitgebreide kennis over kledingmaterialen en stoffen, en kan kostuums maken die precies aansluiten bij de krachten van de held. Ze is erg beschermend tegenover de helden die bereid zijn haar te betalen voor haar ontwerpen. Zo waarschuwde ze Mr. Incredible voor de gevaren van een cape.

### Gazerbeam
Gazerbeam (Simon J. Paladino) is een superheld waar in de film een paar maal over wordt gesproken, en wiens lijk ook even wordt gezien. Hij was een van de laatste superhelden die door Syndrome naar zijn eiland werd gelokt om de Omnidroid te testen voordat hij zijn aandacht op Mr. Incredible richtte.
Gazerbeam was zowel qua superkrachten als kostuum een parodie op de X-Men lid Cyclops. Hij ontdekte Syndromes plan en het wachtwoord van diens computer (Kronos). Voor hij stierf gebruikte hij zijn ooglasers om dit woord op de muur van een grot te branden. In de film ontdekt Mr. Incredible in dezelfde grot Gazerbeams lijk, en zag het woord.
Volgens zijn biografie op de dvd was Gazerbeam ooit lid van een superheldenteam genaamd de The Phantasmics. Na de dood van Dynaguy werd hij lid van de Thrilling Three. Toen de Superhelden verboden werden, werd Gazerbeam een advocaat gespecialiseerd in rechten voor superhelden. Uit dialogen tussen Frozone en Mr. Incredible is af te leiden dat Gazerbeam net zoveel moeite had met het aanpassen aan een burgerleven als Bob.

### Rick Dicker
Rick Dicker is een overheidsagent van de National Supers Agency. Hij houdt zich bezig met het “Superhero Relocation Programma”, een programma dat superhelden helpt bij het aanpassen aan een burgerleven door hun nieuwe identiteiten te geven en te betalen voor hun rechtszaken.
In de film heeft hij grote moeite met Bob, die maar niet op kan houden met heldendaden. Vooral wanneer Bob zijn baas uit frustratie door een paar muren heengooit klaagt Rick hoe dit weer geld gaat kosten. Maar nadat de Parrs en Frozone de Omnidroid in Metroville hebben verslagen belooft hij te doen wat hij kan om superhelden weer legaal te maken.
In de korte film Jack-Jack Attack ondervraagt hij oppasser Kari McKeen over haar ervaringen met Jack-Jack. Aan het eind van de film wist hij haar herinneringen aan dit gebeuren.

### Kari McKeen
Kari is een vriend of buurmeisje van de Incredibles. Toen Dash en Violet besloten om met Helen mee te gaan naar Syndromes eiland, vroegen ze haar om op Jack-Jack te passen.
Volgens eigen zeggen heeft ze vele oppaslessen gevolgd en is klaar voor alles. Maar uitgerekend rond deze tijd begon Jack-Jack eindelijk zijn superkrachten te ontwikkelen. In de film zelf wordt ze maar in 1 scène gezien, en later gehoord op Helens voicemail. In de korte film Jack-Jack Attack ziet de kijker wat ze zoal heeft door moeten maken met Jack-Jack, en waarom ze zo paniekerig klonk op de voicemailberichten.

### Winston Deavor
Winston Deavor is het hoofd van een telecommunicatiebedrijf van wereldklasse samen met zijn geniale zus, Evelyn Deavor. Hij is supergroot fan van superhelden en wil graag dat ze weer legaal worden. 

### Tony Rydinger
Tony Rydinger is een jongen op de zelfde school als Violett. Hij is een populaire jongen en Violett is verliefd op Tony. 

### Voyd
Voyd is een onontdekte superheldin en super groot fan van Elastigirl. Ze heeft teleportatie krachten en kan verschillende portalen maken. Opgevenlijk wordt ze ontdekt door Winston Deavor. 

### De Ambassadeur
De Ambassadeur is de persoon die ervoor kan zorgen dat superhelden weer legaal worden volgens de wet. 

### Tjerk Brantsma
Tjerk Brantsma is de populaire presentator van zijn eigen show waarbij het bekende mensen interviewt.

## Schurken

### Syndrome
Buddy Pine, alias Syndrome is de hoofdvijand uit de film. Hij was ooit Mr. Incredibles grootste fan, maar verloor zijn respect voor de held toen die weigerde Buddy tot zijn hulpje te maken. Buddy bleek grote aanleg te hebben voor techniek. In de 15 jaar erna bouwde hij een fortuin op met het maken en verkopen van wapens.
Hij wil nog altijd een held worden. Daarom bouwde hij de Omnidroid robot. In zijn pogingen de robot te perfectioneren lokte hij vele superhelden naar zijn eiland en liet de robot hen vermoorden. De robot versloeg ook Mr. Incredible. Daarna liet Syndrome de robot los op Metroville om eigenhandig de stad te “redden” en zo eindelijk als held te worden onthaald.
Syndrome heeft geen superkrachten, maar compenseert dit met geavanceerde wapens en gadgets die hij zelf heeft uitgevonden.

### Mirage
Mirage was Syndrome's rechterhand. Zij lokte Mr. Incredible en alle andere superhelden naar het eiland met het verhaal dat er een experimentele robot zou zijn losgeslagen.
Later in de film krijgt ze haar twijfels over Syndrome, vooral wanneer hij een vliegtuig met kinderen aan boord aanvalt en geen enkele vorm van medeleven toont wanneer Mr. Incredible haar dreigt te vermoorden.

### Bomb Voyage
Bomb Voyage is een schurk die aan het begin van de film te zien was. Hij is een vaste vijand van Mr. Incredible.
Bomb Voyage is overduidelijk van Franse afkomst. Dit is te merken aan zowel zijn uiterlijk als accent. Hij gebruikt graag explosieven voor zijn misdaden. Zijn naam is een parodie op de Franse uitdrukking “Bon Voyage”.
In de film heeft hij maar een kleine rol. Hij blaast een kluis op in een groot gebouw, maar wordt door Mr. Incredible betrapt. Hij leidt de held echter af door een bom te bevestigen aan de cape van Buddy, die op dat moment probeert Mr. Incredible ervan te overtuigen dat hij een goed hulpje zou zijn. Hierdoor is Mr. Incredible gedwongen Bomb Voyage te laten gaan en Buddy te redden. Bomb Voyage ontsnapt en wordt in de rest van de film niet meer gezien.
In het Incredibles videospel is Bomb Voyage de schurk in de eerste drie levels. In het spel moet de speler hem uiteindelijk verslaan door de helikopter waarmee Bomb Voyage wil ontsnappen uit te schakelen.

### The Underminer
The Underminer is de Incredibles tweede grote vijand na Syndrome. In de film heeft hij slechts een cameo aan het eind, maar in het spel The Incredibles: Rise of the Underminer is hij de hoofdvijand.

### Screenslaver
Screenslaver (in het Nederlands Schermkaper) is eigenlijk een pizzabezorger die is gehypnotiseerd door Evelyn Deavor. De pizzabezorger heeft een masker opgedaan en speelt als slechterik en probeert verschillende dingen te hacken. 

### Evelyn Deavor
Evelyn Deavor is de zus van Winston Deavor en helpt hem zogenaamd met superhelden weer terug te laten komen. In het geheim heeft ze een plan om superhelden uit te weg te ruimen. Ze heeft een manier gevonden hoe ze mensen kan hypnotiseren en creëert hiermee het karakter de Screenslaver. Ze wil superhelden uit de weg helpen omdat haar vader en haar broer nu een enorme obsessie hebben voor superhelden en dat ze er te ver in op gaan. Haar vader zo ver dat het zijn dood werd.  

## Andere superhelden
- Apogee – een superheldin die kon vliegen en de zwaartekracht beheersen. Ze hoorde bij de The Thrilling Three. Ze werd gedood door de Omnidroid v.X4.
- Blazestone – een heldin met de macht over vuur. Ze had relaties met zowel Frozone als Downburst. Ze werd gedood door de Omnidroid v.X2.
- Blitzerman – een held die elektriciteit kon beheersen. Hij werd gedood door een Omnidroid.
- Downburst – een held die onder andere kon vliegen. Werd gedood door de Omnidroid v.X3.
- Dynaguy – een held die kon vliegen met raketten aan zijn voorarmen. Hij kwam om toen zijn cape bleef steken aan de grond terwijl hij weg probeerde te vliegen.
- Evergreen – een held die planten kon manipuleren. Zo kon hij razendsnel lianen laten groeien om iets of iemand vast te houden. Werd gedood door de Omnidroid v.X1.
- Everseer - een held die beschikte over telepathie, helderziendheid en "magni-vision". Hij werd gedood door de Omnidroid v.X1.
- Fironic – een held waar Syndrome voor aan werd gezien toen hij een vrouw redde van een vallen de tankwagen. Het is niet bekend of de echte Fireonic nog in leven is of niet.
- Gamma Jack – een held die radioactiviteit kon beheersen. Hij slaagde erin een Omnidroid te vernietigen, maar werd gedood door de Omnidroid die Syndrome erna bouwde.
- Hyper Shock – een held die seismische trillen kon veroorzaken. Hij vernietigde de Omnidroid v.X3, maar werd gedood door de Omnidroid v.X4.
- Macroburst – een held die een zeer dicht krachtveld kon maken. Hij was de eerste held die met succes een Omnidroid uitschakelde. Hij werd zelf gedood door de Omnidroid v.X2.
- Meta-Man – een held die kon vliegen en zeer sterk was. Hij kwam om toen zijn cape bleef haken aan een stalen blak terwijl hij een lift naar boven duwde.
- Phylange – een held die een sonisch veld kon maken. Hij hoorde ooit bij het team The Thrilling Three. Hij werd gedood door de Omnidroid v.X2.
- Psycwave - een heldin met de kracht van helderziendheid, gedachtenbeheersing en telekinese. Ze werd gedood door de Omnidroid v.X1.
- Splashdown – een held met krachten gebaseerd op water. Hij werd aan zijn cape in een draaikolk gezogen, en nadien is er niets meer van hem vernomen.
- Stormicide - een heldin die elektrische ontladingen kon opwekken. Ze werd gedood door een Omnidroid.
- Stratogale – een heldin die kon vliegen, bovenmenselijke kracht bezat en met vogels kon praten. Ze kwam om toen ze aan haar cape in de rotor van een vliegtuig werd gezogen.
- Thunderhead – een held die stormen kon beheersen. Hij stond echter niet bekend als de meest intelligente held. Hij kwam om toen zijn cape bleef haken achter een raket.
- Tradewind – een held met de macht over de wind. Hij werd gedood door een Omnidroid.
- Universal Man - een held die de atomische dichtheid van materialen kon manipuleren. Hij was de eerste held die werd gedood door een omnidroid; de Omnidroid v.X1.
- Vectress – een heldin met de gave om subsonische golven te maken. Ze werd gedood door een Omnidroid.
- Mr. Skipperdoo – een konijn die voorkwam in de Mr. Incredible and Pals tekenfilm op de Incredibles dvd.
- Plethauer - een held die voorwerpen kan verplaatsen met hulp van telekinese.
- Reflux - een oude superheld die maagzuur kan spugen.
- Helecrix - een held die tot elektrische krachten beschikt.
- Brick - een heldin met bovenmenselijke kracht.
- Screech - een held met vleugels en heeft alle krachten die een uil ook bezit.